# O'Brian Woodbine
Pour les articles homonymes, voir Woodbine.
O'Brian Woodbine, né le 11 janvier 1988 à La Paroisse de Westmoreland en Jamaïque, est un footballeur international jamaïcain évoluant comme défenseur.

## Biographie
Le 16 septembre 2014, O'Brian signe au Fury d'Ottawa, en North American Soccer League.

## Palmarès

### En club
Charleston Battery :
- USL D-2
  - Champion (1) : 2010

 HJK Helsinki :
- Championnat de Finlande
  - Champion (1) : 2011
- Coupe de Finlande
  - Vainqueur (1) : 2011

### En sélection
Jamaïque
- Vainqueur de la Coupe caribéenne des nations (2) : 2008 et  2010
- Finaliste des Jeux panaméricains en 2007